# Віброконцентратор трубний
Віброконцентратор трубний (рос. виброконцентратор трубный, англ. vibrating tube concentrator, нім. Rüttelrohrkonzentrator m) – апарат для гравітаційного збагачення пісків розсипних родовищ крупністю 0,074-3 мм. Трубний віброконцентратор складається з двох жорстко зв’язаних трубних елементів-концентраторів, які закріплені на рамі і здійснюють гармонійні коливання. Режимні параметри розділення: А = 0,2-0,7 мм, частота коливань 16-33 Гц. Витрати води та ел. енергії у порівнянні з концентраційним столом у 2-3 рази менші. Продуктивність трубного віброконцентратора становить 6-10 т/год.